# 新潟医療福祉大学の人物一覧
新潟医療福祉大学の人物一覧（にいがたいりょうふくしだいがくのじんぶついちらん）は、新潟医療福祉大学に関係する人物の一覧記事。

## 著名な教職員

### 総長
- 池田弘 - NSGグループ会長。

### 教員
- 岩崎テル子 - 作業療法士。
- 坂田省吾 - 心理学者。
- 佐熊裕和 - 健康スポーツ学科教授。男子サッカー部監督。
- 佐藤弘 - 内科医。
- 園田恭一 - 医療社会学者。
- 西原康行 - スポーツ社会学者。
- 濱野礼奈 - バレーボール指導者。
- 藤澤由和 - 社会学者。
- 矢谷令子 - 作業療法士。
- 山手茂 - 福祉社会学者。
- 神田勝夫 - サッカー指導者。

### 職員
- 茶野隆行 - 男子サッカー部コーチ。
- 金井大樹 - サッカー部ゴールキーパーコーチ。
- 奥山達之 - 女子サッカー部。

## 主な出身者

### 芸術・文化・芸能
- 笹川真生（シンガーソングライター）

### スポーツ

#### 野球
- 笠原祥太郎（中日ドラゴンズ→横浜DeNAベイスターズ→台鋼ホークス→オイシックス新潟アルビレックスBC）
- 漆原大晟（阪神タイガース）
- 桐敷拓馬[1]（阪神タイガース）
- 佐藤琢磨（福岡ソフトバンクホークス→東京ヤクルトスワローズ）

#### サッカー

##### 男子
- 田中泰裕（同学サッカー部：コーチ）
- 横山卓司（同学サッカー部：GKコーチ）
- 比嘉諒人（元FC岐阜）
- 中田大貴（元カターレ富山）
- 上米良柊人（ヴェロスクロノス都農）
- 矢村健（アルビレックス新潟）
- シマブク・カズヨシ（藤枝MYFC）
- 和田幹大（元Y.S.C.C.横浜）
- ンダウ・ターラ（ナッシャー・ライオンズFC）
- 松本雄真（テゲバジャーロ宮崎）
- 常盤悠（元アルビレックス新潟シンガポール）
- 小森飛絢（浦和レッズ）
- 坂岸寛大（いわきFC）
- オナイウ情滋（ベガルタ仙台）

##### 女子
- 波佐谷灯子
- 川村優理（アルビレックス新潟レディース）
- 高橋美夕紀（サンフレッチェ広島レジーナ）
- 小原由梨愛（元アルビレックス新潟レディース）
- 長沢菜月（元アルビレックス新潟レディース）
- 高橋智子（アルビレックス新潟レディース）
- 山谷瑠香（アルビレックス新潟レディース）
- 田中美和（元アルビレックス新潟レディース）
- 白井ひめ乃（アルビレックス新潟レディース）

#### バスケットボール
- 佐藤優樹（東京サンレーヴス）

#### バレーボール
- 白岩蘭奈（群馬グリーンウイングス）※同学初のVリーガー

#### 水泳

##### 男子
- 松井浩亮
- 水沼尚輝

##### 女子
- 佐藤綾